# TVP World
TVP World ist der englischsprachige internationale Nachrichten- und Informationssender der Telewizja Polska. Er startete 2021 an der Stelle des Senders Poland In. Auf dem Sender sollten weltweit relevante Themen aus der polnischen Perspektive dargestellt werden.

## Geschichte
Der Start des Senders TVP World war zunächst für den 1. Januar 2022 angekündigt worden. Durch die Migrationskrise an der Grenze zwischen Belarus und der Europäischen Union wurden die Vorbereitungen für den Sendebeginn beschleunigt und der Start um einige Wochen vorgezogen. Der Sender startete seinen Betrieb am 18. November 2021 um 8:05 Uhr und ersetzte den vorherigen internationalen Internetsender Poland In. Zudem begann auch die unverschlüsselte Ausstrahlung über Satellit. Von 1:00 bis 5:00 Uhr wird zudem das Programm täglich auf TVP Info übernommen.
Der Vorgänger Poland In startete am 11. November 2018 und präsentierte über mehrere Wege im Internet, beispielsweise über Livestream, YouTube und Soziale Medien, Sendungen und Beiträge aus den Bereichen Information, Meinungsjournalismus, Kultur, Wirtschaft und Sport. Bereits Anfang 2018 wurde das Nachrichtenportal Poland in English online gestellt. Poland In sollte international für die polnische Wirtschaft und Kultur und für die polnischen Werte und Traditionen werben und diese präsentieren.

### Unterbrechung des Sendebetriebs
Am 20. Dezember 2023 wurde der Sender im Rahmen der Entlassung des Führungspersonals abgeschaltet. Am 11. März 2024 nahm der Sender mit neuem Führungspersonal den Sendebetrieb wieder auf.